# Juan Antonio de Zaratiegui y Celigüeta
Juan Antonio de Zaratiegui y Celigüeta   (Erriberri, 27 de gener de 1804 - Utrera, 28 de gener de 1873) fou un militar navarrès.

## Primera guerra carlina
Començà la carrera de les armes en classe de voluntari a les ordres del general Quesada en la campanya sostinguda contra el règim constitucional de 1820 a 1823. Des de 1824 fins al 1832 va estar de guarnició com a capità a Madrid, servint en la Inspecció general d'infanteria, a Saragossa i diversos altres punts, tenint la majoria de les vegades com a cap superior al coronel Zumalacárregui. Quan el 1833 esclatà la guerra civil passà a les files carlistes a les ordres del citat cabdill, en qualitat d'ajudant general, amb l'especial encàrrec de redactar els partes oficials, ordes i proclames d'aquest.
Mort Zumalacárregui, Zaratiegui continuà prestant la seva cooperació als successors d'aquell, malgrat la injusta prevenció amb què el miraven. Ascendí ràpidament en atenció als seus anteriors serveis i prengué part principal en les accions de Puente la Reina i en la batalla de Mendigorría. A finals del 1835 fou ascendit a brigadier i se li confià la segona comandància de Navarra; derrotà al general Bernelle a Oteiza, aconseguí la Gran Creu d'Isabel la Catòlica per l'acció d'Arroitz, la creu de l'Orde de Carles III en l'últim setge de Bilbao i el faixí de mariscal de camp per la conquesta de la plaça fortificada de Larraga, que portà a fi amb només cinc batallons, fent presonera la guarnició i on hi obtingué un quantiós botí.
Durant algun temps substituí en la Comandància general de Navarra el general Francisco Garcia interí atenia la seva salut, operant sense treva ni descans contra els generals Iribarren, Van Hallen i Conrad, amb tant encert i fortuna, que en entregar el comandament interí de Navarra els havia forçat a retirar-se a Pamplona i els carlins eren amos de tota la regió.

## Final de la guerra
Després de l'expedició per Castella, Zaratiegui fou portat a la presó a Zúñiga i conduït amb escorta al fort d'Arciniega. Comprovada la seva innocència, en ser posat en llibertat, després d'un any de presó, Zaratiegui fou nomenat ajudant de camp de Dom Carles, al costat del qual assistí a les últimes operacions i amb ell entrà a França després del conveni de Vergara.

## Postguerra
Durant l'emigració publicà la Vida y hechos de don Tomás de Zumalacárregui (Madrid, i París, 1845), que fou model en el seu gènere d'obres militars, en les pàgines del qual fa ressaltar l'enginy del seu volgut general i amic i l'estima que es professaven mútuament. El 1849, acabada la guerra civil promoguda per Carles Lluís de Borbó i de Bragança, successor de Carles V, en la qual no hi va prendre part, tornà a Espanya, acollit a l'ampla i generosa amnistia concedida per Isabel II d'Espanya, ja que se li reconeixirien els graus i condecoracions que havia guanyat en el camp carlista.
Més tard, la reina l'agracià amb les grans creus d'Isabel la Catòlica i Sant Hermenegild, l'ascendí a tinent general el 1868, nomenant-lo director general de la Guàrdia Civil, cos al que va saber instaurar l'organització que en altra temps planejava el general Zumalacárregui.
Després del destronament d'Isabel II a conseqüència de la Revolució de Setembre de 1869, malgrat que vell i ple de xacres, Zaratiegui oferí a Carles la seva espasa i els seus serveis, figurant en el centre militar catòlic monàrquic de Madrid, que tant treballà per l'adveniment al tron de la família proscrita. Dom Carles li encomanà l'alçament d'Andalusia, però la manca de salut li impedí realitzar-lo, i morí poc temps després sense haver desembeinat novament l'espasa per la causa carlista.